# Pieve Vergonte
Pieve Vergonte est une commune italienne de la province du Verbano-Cusio-Ossola dans la région Piémont en Italie.

## Administration
| Période                                  | Période | Identité                 | Étiquette    | Qualité |
| ---------------------------------------- | ------- | ------------------------ | ------------ | ------- |
| 13/06/2014                               | -       | Avv. Maria Grazia Medali | Lista Civica | Avocat  |
| Les données manquantes sont à compléter. |         |                          |              |         |

### Hameaux
Les lieux-dits de la commune de Pieve Vergonte sont : Fomarco, Loro, Rumianca, Megolo.

### Communes limitrophes
Anzola d'Ossola, Piedimulera, Premosello-Chiovenda, Vogogna